# Victorio Hernández
Victorio Hernández fue un político argentino, hijo de Manuel del Carmen Hernández y Rosario Herrera, quienes eran agricultores de Villa Atamisqui. En Santiago del Estero, se desempeñó como juez de primera instancia y posteriormente fue convencional constituyente que reformó la Constitución Provincial de Santiago del Estero en 1911. A partir de 1913 fue elegido diputado provincial, cargo que ocupó nuevamente en 1932, donde fue designado vicepresidente de la Cámara. A partir de mayo de 1934, fue intendente de la ciudad de Santiago del Estero. Durante su gestión se construyó el Mercado Armonía. En 1936 fue nuevamente diputado provincial y fue presidente de la Cámara durante el gobierno de Pío Montenegro. En 1938, fue diputado nacional por su provincia. En 1939, fue elegido nuevamente como convencional constituyente provincial.
Estuvo casado con Clementina Ibarra, hija del dos veces gobernador de Santiago del Estero, Absalón Ibarra, y nieta del caudillo federal, Juan Felipe Ibarra. De este matrimonio nacieron María del Socorro, casada con Conrado D. Alcorta; Josefina; Clementina; Victorio, casado con Echegaray Pinto; José Absalón; Pastora; Olegario, casado con Lorna E. Fernández; segunda nupcia Maria Teresita Gurmendi y Margarita Melitona.